# Glandularia racemosa
Glandularia racemosa är en verbenaväxtart som först beskrevs av Heinrich Karl Daniel Eggert, och fick sitt nu gällande namn av Ray E. Umber. Glandularia racemosa ingår i släktet Glandularia och familjen verbenaväxter. Inga underarter finns listade i Catalogue of Life.